# Akebono Tarō
Akebono Tarō (japanisch 曙太郎; * 8. Mai 1969 als Chadwick Haheo Rowan in Waimānalo, Hawaii; † Anfang April 2024 in Tokio) war ein US-amerikanischer, später japanischer Sumōringer. Er war der 64. Yokozuna.
Akebono wurde als US-Bürger in Hawaii geboren und war der erste Nichtjapaner, der den Rang eines Yokozuna erreichte. Er kam aus dem Ringerstall Azumazeki-beya des ebenfalls hawaiischstämmigen ehemaligen Sekiwake Takamiyama. Der japanische Ringername Akebono bedeutet „Morgenröte“.

## Karriere

### Sumoringen
Rowan debütierte im März 1988 unter dem Namen Daikai („großes Meer“) zur selben Zeit wie drei weitere Topstars des Sumo, die Brüder Takanohana und Wakanohana sowie der spätere Ōzeki Kaio. Er gewöhnte sich schnell ein, bekam den Ringnamen Akebono und arbeitete sich innerhalb von zwei Jahren bis in die Jūryō-Division hinauf. 1992 gewann er, nun in der Makuuchi-Abteilung, erstmals ein Basho (Turnier), das Natsu-Basho von Tokio mit 13:2. Danach wurde er immer stärker und kurze Zeit später zum Ōzeki ernannt. Nachdem er im November 1992 und Januar 1993 die Turniere gewonnen hatte, wurde er zum 64. Yokozuna der Sumōgeschichte ernannt. Nach relativ kurzer Dominanz war er bald verletzungsgeplagt, besonders an den Knien, die unter einem Gewicht von 230 kg bei einer Größe von 2,04 m stark zu leiden hatten. Als der junge und talentierte Takanohana zum Yokozuna ernannt wurde, geriet er in dessen Schatten und konnte nur schwer mithalten, zumal Takanohana als Japaner größere Popularität genoss.
Nachdem er beim Natsu Basho 1997 seinen 9. Turniersieg erlangt hatte, kam eine lange, teils verletzungsbedingte Durststrecke. Im Jahr 1998 vollführte er bei den Olympischen Winterspielen in Nagano während der Eröffnungsfeier die traditionelle Ehrenzeremonie, die vor jedem Sumoturnier stattfindet.
Im Jahr 2000 folgte noch einmal eine kurze Blütezeit, als Akebono die Turniere in Nagoya und Fukuoka gewinnen konnte. Kurz nach dem Neujahrsturnier 2001, bei dem er verletzungsbedingt nicht antreten konnte, trat er zurück und blieb dem Sumōsport noch bis 2003 als Trainer erhalten.
Akebono galt als typischer Vertreter der Schlag- und Stoßtechniken. Jedoch war er auch in der Lage, mit Yorikiri (Heraustragen oder -schieben eines Gegners mit Griff am Mawashi) einen Kampf für sich zu entscheiden.

### K-1 und Wrestling
Nach seiner Zeit als Trainer versuchte Akebono sich, allerdings mit weit geringerem Erfolg, als K1-Kämpfer. Seither trat er im Wrestling auf, normalerweise in Japan. Bei Wrestlemania 21 trat er erfolgreich gegen Big Show an. Akebono war Mitglied der inzwischen stillgelegten Wrestling-Organisation HUSTLE, bei der er als Monster Bono/Bono-Chan und später als Bono-Kun geführt wurde. Danach war er bei All Japan Pro Wrestling verpflichtet. 2017 endete seine Wrestling-Karriere.

## Privates
Akebono Tarō und seine Sumo-Kollegen Musashimaru Kōyō und Konishiki Yasokichi werden in Israel Kamakawiwoʻoles Lied „Tengoku Kara Kaminari (Gentle Giants)“ besungen. Übersetzt bedeutet der japanische Titel „Donner vom Himmel“.
Akebono nahm 1996 die japanische Staatsbürgerschaft an und änderte dazu seinen Namen in Akebono Tarō. Er war ab 1998 mit Christine Kalina verheiratet und hat mit ihr drei Kinder. Er starb im April 2024 in Tokio an den Folgen eines Herzversagens.
Er wurde 54 Jahre alt.